# Oisy-le-Verger
Oisy-le-Verger település Franciaországban, Pas-de-Calais megyében. Lakosainak száma 1200 fő (2022. január 1.). Oisy-le-Verger Brunémont, Arleux, Aubencheul-au-Bac, Aubigny-au-Bac, Écourt-Saint-Quentin, Épinoy, Palluel, Rumaucourt, Sauchy-Cauchy és Sauchy-Lestrée községekkel határos.

## Népesség
A település népességének változása:
| Lakosok száma | 1257 | 1246 | 1245 | 1217 | 1208 | 1195 | 1175 | 1188 | 1200 |
|               | 2013 | 2015 | 2016 | 2017 | 2018 | 2019 | 2020 | 2021 | 2022 |